# Oscar Ingman
Oscar Ingman, född 1861, död 1931, var en estlandssvensk ledare.
Ingman var son till en inflyttad finlandssvensk sjökapten, och avancerade med tiden till direktör för träförädlingsfirman A. M. Luther. Ingman var länge en av de ledande krafterna inom det estlandsvenska kulturarbetet, en av grundarna av och senare hedersordförande inom Svenska odlingens vänner i Estland, ordförande i Svenska klubben i Reval, ledamot av Svenska kyrkan i Revals kyrkoråd, frikostig främjare av svensk kulturarbete, såväl i Reval som i andra orter i Estland.